# Nomad (polnische Band)
Nomad ist eine polnische Death-Metal-Band aus Opoczno, die im Jahr 1994 gegründet wurde.

## Geschichte
Die Band wurde im Jahr 1994 von dem Sänger Bleyzabel Balberith und dem Bassisten Herman gegründet. Nach zwei Jahren Probe begab sich die Band in das Salman Studio in Białystok, um das erste Demo Disorder aufzunehmen. Im Oktober 1997 begab sich die Band daraufhin in das Selani Studio, um das Debütalbum The Tail of Substance aufzunehmen, welches etwas später in Eigenveröffentlichung erschien. Um das Album zu bewerben, ging die Band zusammen mit Christ Agony und Lux Occulta auf Tour. Im Jahr 1998 nahm die Band vier neue Lieder auf, wodurch die Band einen Vertrag bei Novum Vox Mortis erreichte. Nachdem die Band im Februar 1999 drei weitere Lieder aufgenommen hatte, erschien das Album The Devilish Whirl bei diesem Label. Ihr nächstes Album Demonic Verses (Blessed Are Those Who Kill Jesus) wurde im Jahr 2002 im Hendrix Studio aufgenommen. Es erschien im Mai 2004 bei Baphomet Records. Im Jahr 2006 begab sich die Band erneut in das Hendrix Studio, um das Album The Independence of Observation Choice (Luce Clarius) aufzunehmen, das im Juni 2007 bei Empire Records erschien. 2009 erschien das Album weltweit bei Animate Records. Im selben Jahr begann die Band mit den Aufnahmen zum nächsten Album, das im März 2011 unter dem Namen Transmigration of Consciousness bei Witching Hour Productions erschien.

## Stil
Laut Dr. O. von musikreviews.de spiele die Band auf Transmigration of Consciousness ungewöhnlichen Death Metal, der gelegentlich an Lost Soul erinnere. Die Band setze weniger auf schnelle, aggressive Elemente, sondern auf Atmosphäre und Rhythmus. Das Spiel der Instrumente sei technisch nicht sehr anspruchsvoll, während der Gesang nicht Death-Metal-typisch gegrowlt, sondern eher „gebellt“ worden sei. Zudem verfalle die Band auch gelegentlich in den Black Metal. Den englischen Texten könne man ihre polnische Herkunft anhören.

## Diskografie
- 1996: Disorder (Demo, Eigenveröffentlichung)
- 1997: The Tail of Substance (Album, Eigenveröffentlichung)
- 1999: The Devilish Whirl (Album, Novum Vox Mortis)
- 2004: Demonic Verses (Blessed Are Those Who Kill Jesus) (Album, Baphomet Records)
- 2007: The Independence of Observation Choice (Luce Clarius) (Album, Empire Records)
- 2011: Transmigration of Consciousness (Album, Witching Hour Productions)